# 포아스 화산

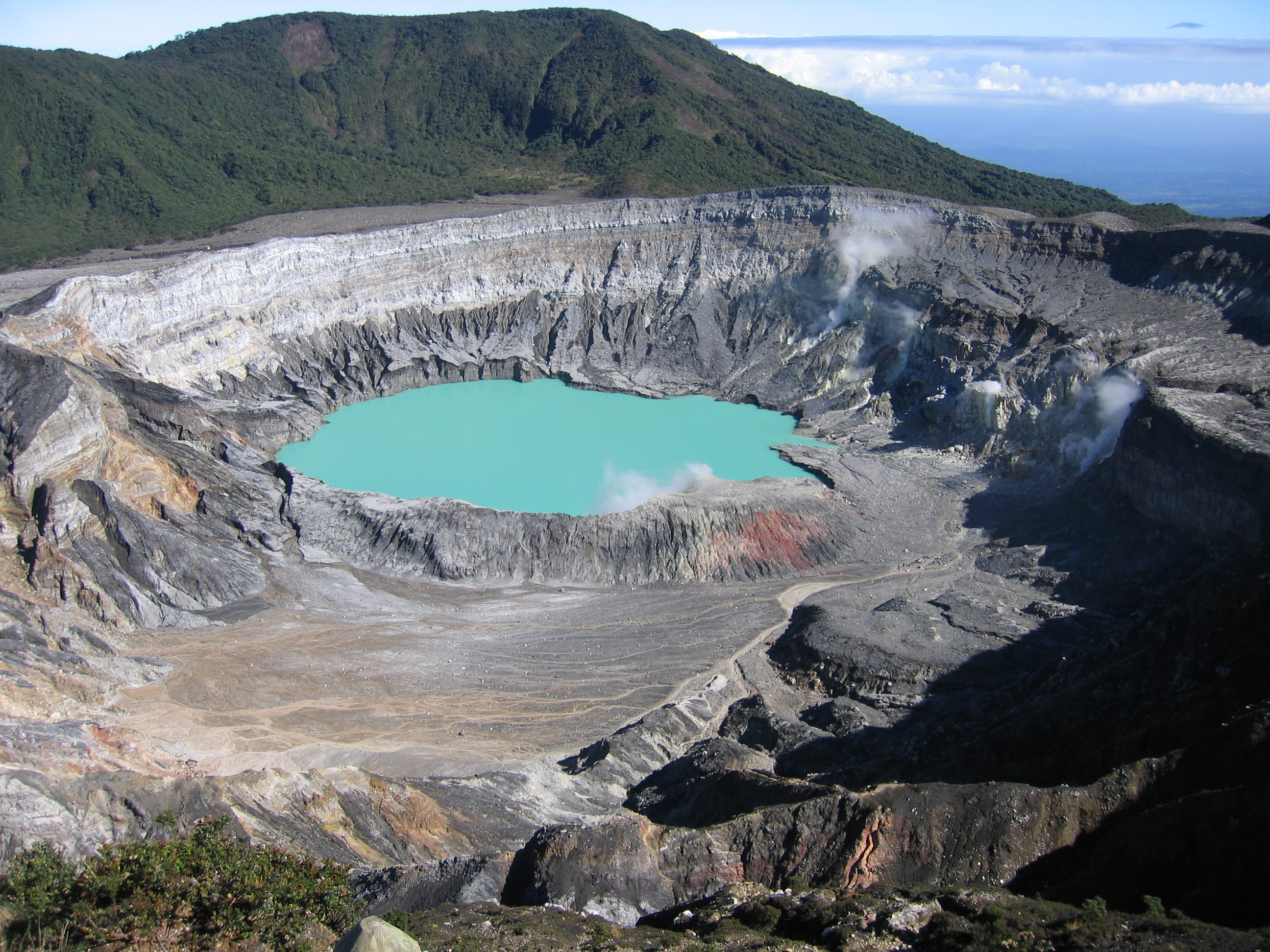
포아스 화산의 유황호

포아스 화산(Poás Volcano)은 코스타리카에 있는 활화산으로, 해발 2,708m의 성층화산이다. 이곳은 코스타리카의 화산들 중에서도 가장 화산 활동이 활발한 화산 중 하나로, 이따금씩 분화한다. 이라수 화산보다 서쪽에 위치해 있으며, 니카라과호에서는 동쪽에 있다. 정상에는 노란색을 띈 작은 원형 화구호가 존재하며, 분화를 할때는 화산재를 분출한다.